# Bani
Bani je rijeka u afričkoj državi Mali jedan od važnijih pritoka rijeke Niger. Rijeka Bani duga je oko 430 km, nastaje sutokom rijeka Baoulé i Bagoé neki 160km istočno od glavnog grada Bamako, a u Niger se ulijeva u blizini grada Mopti. 
Rijeka Bani ima tri glavne pritoke: rijeka Baoulé koja izvire u blizini grada Odienné u Obali Bjelokosti, rijeka Bagoé koja izvire blizini grada Boundiali u Obali Bjelokosti i rijeka Banifing-Lotio.

## Vanjske poveznice
|  | Zajednički poslužitelj ima još gradiva o temi Bani |